# Relations entre le Bangladesh et le Mexique
Les relations entre le Bangladesh et le Mexique sont les relations bilatérales de la république populaire du Bangladesh et les États-Unis mexicains. Les deux nations sont membres des Nations unies et de l'Organisation mondiale du commerce.

## Histoire
Les relations diplomatiques entre les deux pays ont été officiellement établies le 8 juillet 1975, quatre ans après que le Bangladesh ait obtenu son indépendance du Pakistan. En 1981, le président bangladais Abdus Sattar s'est rendu au Mexique pour assister au sommet Nord-Sud de Cancún.
Le Bangladesh et le Mexique ont exprimé leur intérêt mutuel à développer les activités économiques bilatérales entre les deux pays. En 2011, une délégation commerciale du Bangladesh a effectué une visite au Mexique afin d'explorer les domaines potentiels de commerce et d'investissement bilatéraux. Le changement climatique et la réduction de la pauvreté ont également été identifiés comme des domaines potentiels de coopération bilatérale entre les deux pays. En 2012, le Bangladesh a ouvert sa première ambassade résidente à Mexico. En 2015, le ministre d'État bangladais Shahriar Alam (en) s'est rendu au Mexique pour célébrer 40 ans de relations diplomatiques entre les deux nations. Pendant son séjour au Mexique, le ministre Alam a rencontré le ministre mexicain des affaires étrangères, José Antonio Meade.

## Visites d'État
Visites d'État du Bangladesh au Mexique,
- Président Abdus Sattar (1981) ;
- Ministre des affaires étrangères Mohamed Mijarul Quayes (en) (2011) ;
- Ministre d'État Shahriar Alam (2015).

## Accords bilatéraux
Les deux nations ont signé quelques accords bilatéraux tels qu'un accord sur la suppression des visas pour les titulaires de passeports diplomatiques et officiels (2013), un accord sur l'assistance administrative mutuelle en matière douanière (2013) et un protocole d'accord sur la consultation du ministère des affaires étrangères (2015).

## Commerce
En 2018, le commerce bilatéral entre les deux nations s'élevait à 336 millions de dollars US. Les principales exportations du Bangladesh vers le Mexique sont le coton, les textiles et les chaussures. Les principales exportations du Mexique vers le Bangladesh comprennent : des moteurs pour les ascenseurs ou les monte-charges ; des générateurs ; des crevettes et des purgeurs à vapeur. En 2016, la multinationale mexicaine Cemex, a vendu ses activités au Bangladesh à Siam Cement Group.

## Missions diplomatiques
le Bangladesh a une ambassade à Mexico et le Mexique est accrédité auprès du Bangladesh par son ambassade à New Delhi, en Inde, et dispose d'un consulat honoraire à Dacca.